# Præ- og postgraduat uddannelse
Præ- og postgraduat uddannelse eller post- og prægraduat uddannelse bruges ofte som en fællesbetegnelse for følgende to uddannelsestyper:
- Prægraduat uddannelse
- Postgraduat uddannelse

| Skole | Spire Denne artikel om en skole, en uddannelsesinstitution eller uddannelse er en spire som bør udbygges. Du er velkommen til at hjælpe Wikipedia ved at udvide den. |